# 王志国 (海军)
王志国（1951年—），河南睢县人，中国人民解放军將領、中国共产党党员。

## 生平
王志国是河南睢县长岗镇人。1968年参军，历任海军东海舰队某部舰长、大队长、支队参谋长、支队长，1996年任某基地参谋长、海军上海基地副司令员，2001年任海军东海舰队副参谋长、参谋长，2009年1月任海军东海舰队副司令。海军少将军衔。